# Paul Voss
Paul Voss (Rostock, 26 marzo 1986) è un ex ciclista su strada tedesco, medaglia d'argento in linea Under-23 ai campionati europei 2008 e professionista dal 2009 al 2016.

## Carriera
Professionista dal 2009 con il Team Milram, coglie la prima vittoria in carriera nel prologo della Volta Ciclista a Catalunya 2010, una breve cronometro in cui batte specialisti come Levi Leipheimer e Andreas Klöden. Nel 2010 veste anche per quattro giorni la maglia verde al Giro d'Italia. Nel 2011, con la chiusura del Team Milram, si trasferisce all'Endura Racing, squadra Continental britannica con cui in stagione vince il Cinturó de l'Empordà ancora in Catalogna.
Nel 2013, con la fusione tra Endura e la tedesca NetApp, passa al nuovo Team NetApp-Endura, mentre nel biennio 2014-2015 partecipa in entrambe le stagioni al Tour de France e alla prova in linea dei Campionati del mondo. Nel luglio 2016, gareggiando per la Bora-Argon 18 (già NetApp), veste la maglia a pois al termine della prima tappa del Tour de France, e a fine mese vince anche la Rad am Ring al Nürburgring.
Nonostante i buoni risultati, all'inizio del 2017 annuncia il ritiro dall'attività.

## Palmarès
- 2010 (Milram, una vittoria)

Prologo Volta Ciclista a Catalunya (Lloret de Mar, cronometro)
- 2011

1ª tappa Cinturó de l'Empordà
Classifica generale Cinturó de l'Empordà
- 2016

Rad am Ring

## Piazzamenti

### Grandi Giri
- Giro d'Italia

2010: ritirato (15ª tappa)
- Tour de France

2014: 50º
2015: 99º
2016: 101º
- Vuelta a España

2009: 99º
2010: 70º
2013: 68º

### Classiche monumento
- Milano-Sanremo

2010: 123º
2014: ritirato
2015: ritirato
2016: 23º
- Giro delle Fiandre

2013: 28º
2015: 40º
- Liegi-Bastogne-Liegi

2015: ritirato
2016: 143º
- Giro di Lombardia

2009: 117º
2013: ritirato
2014: ritirato

### Competizioni mondiali
- Campionati del mondo

Varese 2008 - In linea Under-23: 51º
Ponferrada 2014 - In linea Elite: ritirato
Richmond 2015 - In linea Elite: 103º

### Competizioni europee
- Campionati europei

Plumelec 2016 - In linea Elite: 40º